# Le Fumeur accoudé
Le Fumeur accoudé est un tableau réalisé en 1890 par le peintre français Paul Cézanne. De fomart vertical, cette huile sur toile est le portrait à mi-corps d'un fumeur de pipe. Vêtu d'un costume et coiffé d'un chapeau, il y figure accoudé sur une surface en bois devant un fond bleu ciel. L'œuvre est conservée depuis 1912 à la Kunsthalle de Mannheim, à Mannheim, dans le Bade-Wurtemberg, en Allemagne. Deux autres versions existent dans les collections publiques russes.

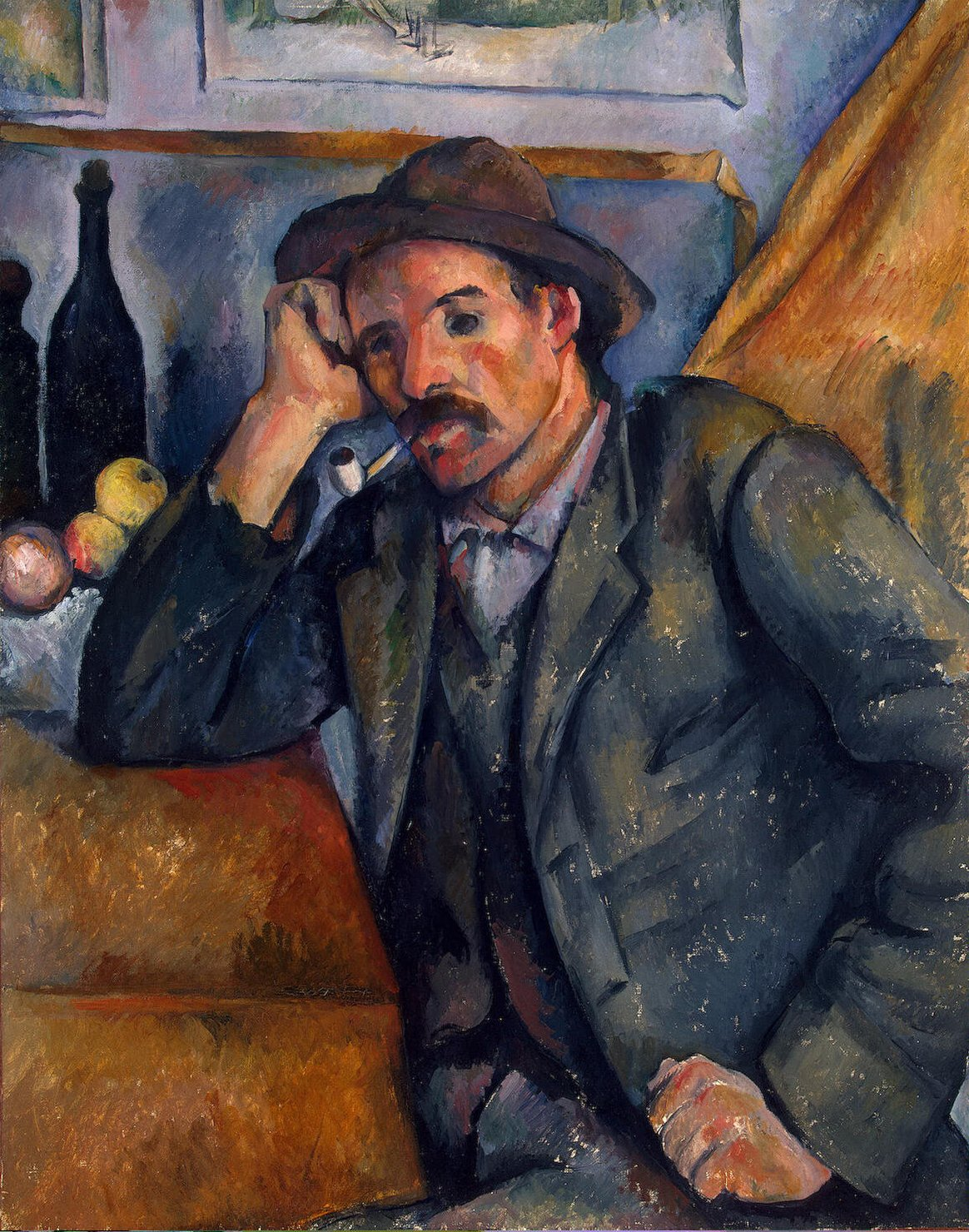
Le Fumeur de pipe, 1890-1892 – Musée de l'Ermitage, Saint-Pétersbourg.
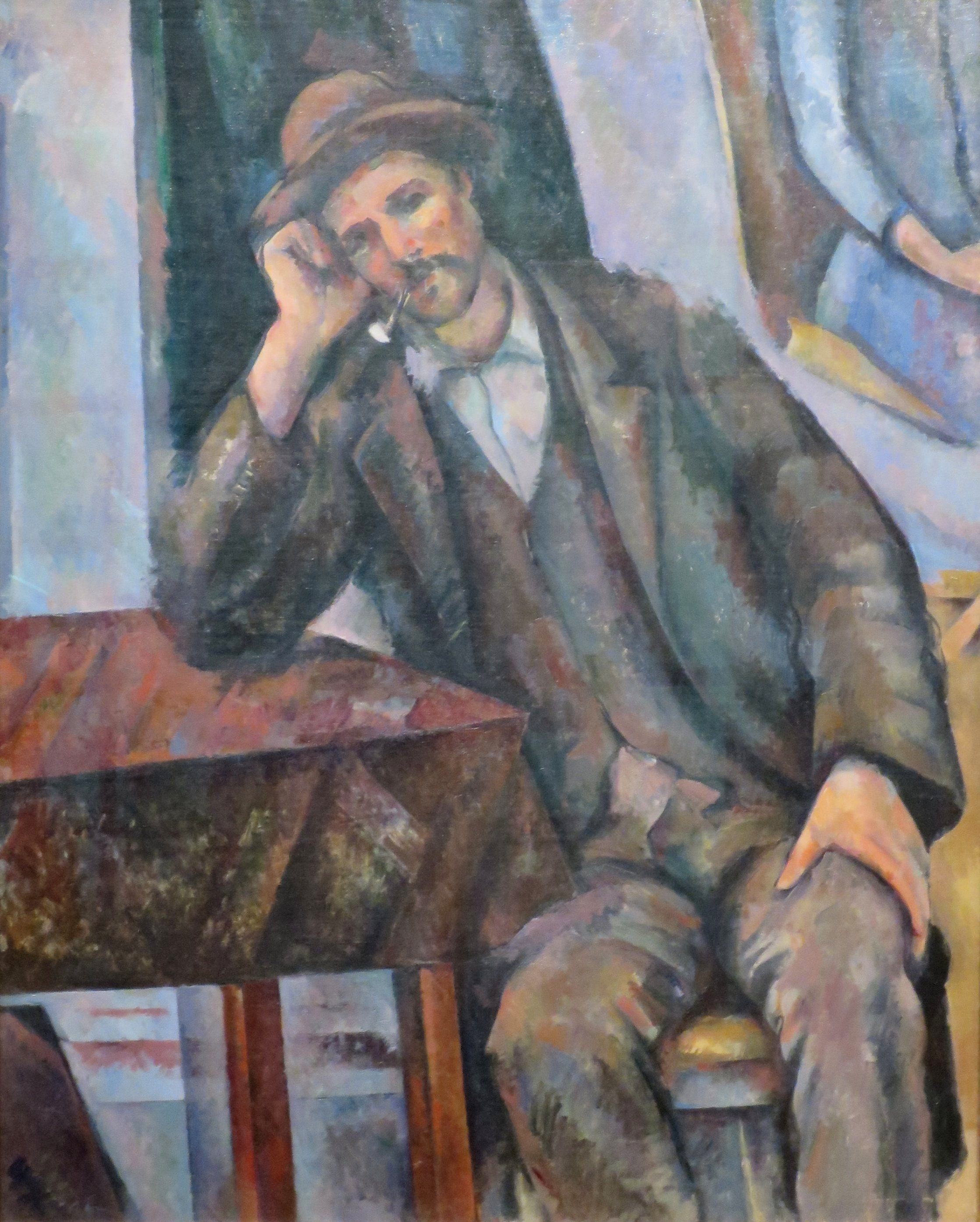
Le Fumeur de pipe accoudé, 1895-1900 – Musée des Beaux-Arts Pouchkine, Moscou.